# Ned Rorem
Ned Miller Rorem (Richmond, 23 ottobre 1923 – New York, 18 novembre 2022) è stato un compositore statunitense. Prolifico e apprezzato compositore di musica contemporanea, fu autore di oltre cinquecento canzoni d'arte e nel 1976 vinse il Premio Pulitzer per la musica.

## Biografia
Ned Rorem nacque in una famiglia quacchera di origini norvegesi in Indiana. Cominciò a studiare pianoforte durante l'infanzia e a dodici anni cominciò a prendere lezioni da Margaret Bonds, che lo indirizzò alla composizione. Successivamente studiò alla Northwestern University e alla Curtis Institute of Music, dove studiò orchestrazione con Gian Carlo Menotti e contrappunto con Rosario Scalero. Nel 1943 si trasferì a New York per proseguire gli studi da compositore sotto Bernard Wagenaar alla Juilliard School.
Cominciò a lavorare come accompagnatore di Martha Graham ed Éva Gauthier. Nel 1948 ottenne un primo successo con la canzone d'arte The Lordly Hudson e vinse il Premio Gershwin per Overture in C, portato al debutto dalla New York Philharmonic nel marzo di quell'anno. Grazie ai soldi della vincita, si trasferì in Francia e poi in Marocco, dove visse tra il 1949 e il 1951; in questo periodo compose il suo primo balletto, Melos, musicò poesie di Robert Herrick, George Darley e William Butler Yeats e compose la sua prima opera lirica, A Childhood Miracle. Nel 1951 vinse la borsa di studio Fulbright, grazie alla quale si trasferì a Parigi per studiare con Arthur Honegger (contando anche sul mecenatismo di Marie-Laure de Noailles). In questo periodo conobbe anche Francis Poulenc, Georges Auric e Darius Milhaud, che aggiunsero un'influenza francese al suo stile. 
Di ritorno negli Stati Uniti tra il 1957 e il 1958, portò al debutto il poema sinfonico Eagles (basato su quattro poesie di Walt Whitman) a Filadelfia nel 1959, mentre la sua opera Miss Julie ebbe la sua prima alla New York City Opera nel 1965. In questo periodo cominciò anche a dedicarsi all'insegnamento, prima all'Università di Buffalo (1959-60) e poi all'Università dello Utah (1965-67); si era ormai affermato come un compositore neoromantico che aveva rifiutato le tecniche del modernismo e della musica elettroacustica. Nel 1967 conobbe l'organista James Roland Holmes, con cui fu legato per trentadue anni (fino alla morte di Holmes nel 1999) e grazie a cui riuscì a sconfiggere l'alcolismo che lo affliggeva. Ebbe inoltre relazioni con Leonard Bernstein, John Cheever, Noël Coward e Tennessee Williams.
Nel 1975 l'Orchestra Sinfonica di Cincinnati eseguì la prima rappresentazione di Air Music, che gli valse il Premio Pulitzer l'anno successivo. Nel 1980 tornò alla sua alma mater, il Curtis Institute, di cui diresse il dipartimento di composizione insieme a David Loeb fino al 2001; in questa veste esercitò una grande influenza su una nuova generazione di compositori americani, tra cui Daron Hagen, Jennifer Higdon e Roger Briggs. Nel 1997 compose il ciclo di canzoni Evidence of Things Not Seen, descritto dal New York Times e dallo stesso Rorem come il suo capolavoro. Tra il 2000 e il 2003 fu presidente dell'American Academy of Arts and Letters. Nel 2006 la sua ultima opera, un adattamento di Piccola città, fu portata al debutto all'Indiana University Opera Theater.
Morì nella sua casa di Manhattan nel 2022 all'età di 99 anni.